# Leonie Dorado
Leonie Dorado Arce (La Paz, 22 de septiembre de 1993 ) es una presentadora de televisión y cantante boliviana. Es la primera mujer trans en presentar programas informativos en la televisión de Bolivia.
Desde los seis años estudió música clásica en el Conservatorio Plurinacional de Música. También estudió canto lírico durante cuatro años. A la edad de 18 años, se graduó del conservatorio con una licenciatura en música. De 2012 a 2015 estudió Comunicación Social en Buenos Aires, Argentina. Cuando terminó sus estudios, regresó a Bolivia e inició su transición.
En 2020 inició su carrera de presentadora de televisión en el programa Ahora Bolivia en la cadena Aby Ayala TV. También ha logrado ser la primera mujer trans en cantar durante el Festival Internacional Festijazz y desfilar durante la Fashion House of Beatriz Canedo Patiño.